# Hemiphileurus dejeani
Hemiphileurus dejeani är en skalbaggsart som beskrevs av Bates 1888. Hemiphileurus dejeani ingår i släktet Hemiphileurus och familjen Dynastidae. Inga underarter finns listade i Catalogue of Life.